# Wądroże Wielkie (gemeente)
De gemeente Wądroże Wielkie is een landgemeente in het Poolse woiwodschap Neder-Silezië, in powiat Jaworski.
De zetel van de gemeente is in Wądroże Wielkie.
Op 30 juni 2004 telde de gemeente 4068 inwoners.

## Oppervlakte gegevens
In 2002 bedroeg de totale oppervlakte van gemeente Wądroże Wielkie 89,15 km², waarvan:
- agrarisch gebied: 80%
- bossen: 4%

De gemeente beslaat 15,34% van de totale oppervlakte van de powiat.

## Demografie
Stand op 30 juni 2004:
| Omschrijving                   | Totaal | Totaal | Vrouwen | Vrouwen | Mannen | Mannen |
| ------------------------------ | ------ | ------ | ------- | ------- | ------ | ------ |
| eenheid                        | aantal | %      | aantal  | %       | aantal | %      |
| inwoners                       | 4068   | 100    | 2051    | 50,4    | 2017   | 49,6   |
| bevolkingsdichtheid (inw./km²) | 45,6   | 45,6   | 23      | 23      | 22,6   | 22,6   |

In 2002 bedroeg het gemiddelde inkomen per inwoner 1622,54 zł.

## Administratieve plaatsen (sołectwo)
Bielany, Biernatki, Budziszów Mały, Budziszów Wielki, Gądków, Granowice, Jenków, Kępy, Kosiska, Mierczyce, Pawłowice Wielkie, Postolice, Rąbienice, Skała, Sobolew, Wądroże Małe, Wądroże Wielkie, Wierzchowice.

## Overige plaatsen
Augustów, Dobrzany, Przybędów.

## Aangrenzende gemeenten
Legnickie Pole, Malczyce, Mściwojów, Ruja, Środa Śląska, Udanin